# انگلیسی جنوب آمریکایی
انگلیسی جنوب آمریکایی مجموعه گویش‌های انگلیسی آمریکایی است که در سراسر جنوب آمریکا، در بخش‌های بیشتر روستایی و اساساً توسط سفیدپوستان صحبت می‌شود.در ایالات متحده آمریکا، معمولاً به این گویش‌ها جنوبی گفته می‌شود.